# Шрётер, Виктор Николаевич
Виктор Николаевич Шрётер (1885—1938) — русский советский юрист, специалист по хозяйственному праву, профессор. 

## Биография
Родился 10 (22) марта 1885 года в Одессе, в дворянской семье обрусевших немцев. Его дед, Александр Готлиб Шрётер (нем. Alexander Gottlieb Schröter; 1807—1890), имел сыновей Виктора и Николая. В семье страхового агента Николая Александровича Шрётера было четыре сына: Николай (1880—1942), Виктор, Владимир (1887—1950) и Юрий (1888—1976).
В 1907 году окончил юридический факультет Императорского Московского университета; был учеником Г. Ф. Шершеневича. Работал в частных страховых и адвокатских конторах. С 1913 года преподавал в Московском коммерческом институте. Печатал статьи в специализированных периодических изданиях «Право», «Юридический вестник» и др. Во время Первой мировой войны служил в Земском союзе, выезжал в действующую армию на Кавказский фронт. 
После 1917 года преподавал на политико-юридическом отделении факультета общественных наук Московского университета; с 1921 года вел курс хозяйственного права, был профессором кафедры частного права (1921—1925) факультета общественных наук, затем профессором факультета советского права (1925—?). Одновременно, он читал курс промышленного права в Институте народного хозяйства им. Г. В. Плеханова (бывший Московский коммерческий институт). Был также старшим консультантом иностранного сектора Народного комиссариата тяжелой промышленности СССР. 
Рассматривая развитие хозяйственного законодательства с октября 1917 года, В. Н. Шрётер уделял внимание процессу национализации и его правовому опосредованию. Он не признавал «классового» содержания гражданского права, рассматривая его как «безликий инструментарий». Для исследования хозяйственного права, по его мнению, главным образом должна служить экономическая действительность.
Был арестован по ложному доносу 16 января 1938 года, обвинен в шпионаже и приговорен Военной коллегией Верховного суда СССР к смертной казни. Был подписан к репрессии по первой категории (расстрел) в списке «Москва-центр» от 19 апреля 1938 на 327 чел., №313, по представлению нач. 8-го отдела ГУГБ НКВД И. И. Шапиро. Расстрелян 27 апреля 1938 года в Коммунарке. В 1956 году был посмертно реабилитирован.
В числе его основных публикаций:
- Система промышленного права СССР. — Москва; Ленинград: Экономическая жизнь, 1924. — 82, [1] с. — (Экономическая библиотека / Под ред. проф. С. А. Фалькнера; [Вып. 5])
- Внутренняя торговля: Правовые основы внутреннего товарооборота СССР. — Москва: Экономическая жизнь, 1926. — 226 с. — (Юридическая библиотека хозяйственника/ Под ред. проф. В. Ю. Вольфа и И. Я. Цейликмана).
- Советское хозяйственное право (право торгово-промышленное): учебное пособие для вузов / В. Шретер; Российская ассоц. научно.-исследовательских ин-тов общественных наук. — Москва; Ленинград: Гос. изд-во, 1928. — 332 с.

Был женат на дочери художника Михаила Васильевича Нестерова, Ольге Михайловне (1886—1973). Их дочь, художник кино Ирина Николаевна Шретер (04.08.1918—2003).